# اندلس (دی‌سی کامیکس)
اِندلس (به انگلیسی: Endless) (دستینی، دث، دیریم، دیستراکشن، دیزایر، دیسپر و دلریئم) خانواده‌ای از مخلوقات قدرتمند و ساختگی در کتاب‌های کامیک آمریکایی منتشر شده توسط دی‌سی کامیکس است. اِندلس برای اولین بار در شمارهٔ ۱ از دومین نسخه مجموعه کمیک سندمن (۱۹۸۹)، اثر نیل گیمن معرفی شدند. خانوادهٔ اِندلس شامل هفت خواهر و برادر هستند که هر کدام از آن‌ها تجسم هفت احساس، ایده‌های انتزاعی و نیروی بنیادی مختلف در وجود انسان می‌باشند. آن‌ها مظهر نیروها یا جنبه‌های قدرتمندی از دنیای دی‌سی هستند که از آغاز آفرینش وجود داشتند؛ و به عنوان یکی از قدرتمندترین موجودات در دنیای دی‌سی به تصویر کشیده می‌شوند.
آن‌ها غیرقابل ادراک، نامیرا و جاودانه محسوب می‌شوند و تقریباً دارای قدرت‌های مطلق هستند و هرکدام قلمرو و مسئولیت‌های مختص به خود را دارا می‌باشند. آن‌ها معمولاً ظاهری شبیه به انسان، دارای پوست و موهایی به رنگ مشکی و قرمز دارند، اما با توانایی دگرپیکری، قادر به تغییر ظاهر به هر شکل و شمایلی را دارند. شخصیت دیریم به عنوان قهرمان اصلی در مجموعه کمیک سندمن حضور دارد، اما تمام خانوادهٔ اِندلس نیز نقش مهمی را ایفا می‌کنند.

## خاستگاه
در کمیک‌ها، اِندلس به اندازه ایده‌آل‌هایی که نماد آن‌ها محسوب می‌شوند قدیمی هستند. اظهار می‌شود که قدمت اِندلس به قبل از پریها، ایزدان، فرشتگان و دیگر موجودیت‌های ماوراءالطبیعی می‌رسد. سن دقیق آن‌ها بر حسب سال نامشخص است، اگرچه اعتقاد بر این است که آن‌ها مدت‌ها قبل از حیات بر روی زمین وجود داشته‌اند؛ به‌طور مثال دیستراکشن در «زندگی مختصر» هفتمین چاپ از مجموعه کمیک سندمن ادعا می‌کند که او به مدت ۱۰ میلیارد سال (بدون احتساب سه قرن قبل) مسئولیت‌های خود را انجام داده است. مادرشان شب و پدرشان زمان است.

## اِندلس
اِندلس نام‌های به‌خصوصی ندارند، اگرچه دیریم عادت دارد نام‌های مختلفی را برای خود جمع‌آوری کند. هر کدام از آن‌ها با عملکرد مربوطه خود شناخته می‌شوند.
- دستینی:[۴] بزرگ‌ترین عضو خانواده اِندلس و تجسم سرنوشت و آزادی است. اگرچه او به عنوان یکی از اِندلس شناخته می‌شود، اما بر خلاف اعضای خانوادهٔ خود، همیشه در داخل جهان کتاب‌های کامیک حضور ندارد، در واقع او قبل از اینکه نیل گیمن به شهرت برسد یا حتی هنر مفهوم اِندلس به مرحلهٔ چاپ برسد، در جهان کتاب‌های کمیک دی‌سی حضور داشت. در دانشنامه نخستین کتاب‌های کمیک، حتی اعلام شد او هیچ خواهر و برادری ندارد که تا کنون از طریق مجموعه سندمن شناخته شده باشد. دستینی به شکل فردی بلند قد، نابینا، دارای بالاپوش راهبان، و جامه‌ای بلند تصویر می‌شود که کتابی بزرگ به نام کارنامه گیتی (کازمیک لاگ)[۵] با خود حمل می‌کند که به مچ دست راستش زنجیر شده است. خاتم او کتابش محسوب می‌شود که تمام وقایع گذشته، حال و آیندهٔ هستی در آن گنجانده شده است. او بسیار شبیه به کتابش است، از متانت و اطمینان راسخ برخوردار است، اما فاقد هرگونه قابلیت تغییر می‌باشد. قلمرو دستینی باغی است به نام فورکینگ وِیز[۶] و پر پیچ‌وخم که از طریق تمامی راه‌های هزارتو قابل دسترس است.
- دث: بزرگ‌ترین خواهر خانواده اِندلس، و تجسم مرگ و زندگی است. او سومین عضو اندلس محسوب می‌شود که در کتاب‌های کامیک، به عنوان خواهر بزرگتر و دوست‌داشتنی دیریم حضور پیدا کرد و به سرعت و به دلیل شخصیت، نگرش منحصر به فرد و همچنین انتظار متفاوت از آنچه هر کس ممکن است از مفهوم مرگ داشته باشد، تبدیل به شخصیت مورد علاقه طرفداران شد. با وجود مهربانی و رفتار شادش، او نقش مرگ را ایفا می‌کند (اگرچه او برای فوران خشم گاه‌وبیگاه خود نیز شهرت دارد که اغلب به خاطر حماقت‌های برادرش دیریم است). او به شکل زنی جوان با ظاهری به سبک خرده‌فرهنگ گوت تصویر می‌شود. او یک زینت مصری به شکل عنخ همراه با زنجیر به گردن دارد که به عنوان خاتمش در نظر گرفته می‌شود و همچنین علامتی شبیه به چشم حورس در اطراف چشم راستش دیده می‌شود. به نظر می‌رسد دث نیز همانند برادرانش دستینی و دیریم، بسیار کهن‌تر و بالغ‌تر از دیگر اعضای خانواده‌اش است، و زمانی که زیستن خلقت در این دنیا آغاز شد، بنابراین حضور دث به نوبه خود مورد نیاز بود و او در آنجا حاضر بود. او همچنین تنها فرد در میان خانواده‌اش به‌شمار می‌رود که اجازه آزادانه سفر کردن از میان قلمرو دیگران، بدون نیاز به درخواست اجازه ورود را دارد.
- دیریم:
  - دیریم (مورفئوس): همچنین با نام مورفئوس و سندمن نیز شناخته می‌شود، فرمانروا و تجسم رؤیا و واقعیت، و همچنین نخستین عضو اندلس که در مجموعه کمیک حضور پیدا کرد و قهرمان اصلی مجموعه سندمن است. او به شکل فردی قد بلند و لاغر، دارای پوستی رنگ پریده و موهایی تیره تصویر می‌شود. وقتی زمان مشاوره فرا می‌رسد، معمولاً از سوی خواهر بزرگش دث است، که او را به خاطر حماقت‌هایش تحقیر می‌کند، اما سپس دانش و خرد خود را در اختیارش می‌گذارد. او در به انجام رساندن مسئولیت‌های محوله‌اش، بسیار نگران است. پذیرش تغییر دشوارترین کار ممکن برای دیریم است.
  - دیریم (دنیل هال): جانشین مورفئوس نیز به شکل فردی قد بلند، رنگ پریده، با موها و جامه‌ای سفید به تصویر کشیده می‌شود. همانند مورفئوس، چشمان او نیز توسط سایه‌ها با روشنایی ضعیفی در مرکز آن شکل گرفته است. او قبل از اینکه در پایان مجموعه سندمن تبدیل به شخصیت جدید دیریم شود، پسری جوان به نام دنیل بود. دنیل به‌طور کلی رویکرد ملایل‌تری نسبت به مورفئوس دارد. اولین برخورد با او در واقع در حالی بود که او هنوز در داخل رحم مادرش در حال دیدن رؤیا بود. مادرش لیتا ترور هال و پدرش روح هکتور هال بودند.
- دیستراکشن: که همچنین با نام پرودیگال شناخته می‌شود، تجسم نابودی و خلقت است که به شکل مردی قد بلند، با موهایی قرمز و ریش (برخی مواقع بدون ریش) دیده می‌شد. شخصیت دیستراکشن در اوایل نوشتن مجموعه سندمن در ذهن نویسنده نیل گیمن پیش‌بینی شده بود، اما معرفی او چندین سال پس از انتشار مجموعه صورت گرفت. او تقریباً فرزند میانی خانواده محسوب می‌شود و بواسطه ترک قلمرو و مسئولیت‌های خود، توسط آن‌ها به عنوان احمق‌ترین فرد در نظر گرفته می‌شود. با این حال به نظر می‌رسد غیبت او به عنوان تجسم نابودی، او را به فردی خردمندتر تبدیل کرده است به ویژه زمانی که پای درک اندلس و عملکرد آن‌ها در میان باشد. در حالی که خواهر و برادران بزرگش به دلیل ترک وظایفش ممکن است از پایین به او نگاه کنند و اقدام او را نتیجه کم‌تجربه بودنش بگذارند (شاید بجز دث)، اعضای کوچکتر خانواده علاقه بیشتری به او دارند و اعمال او را مورد ستایش قرار می‌دهند (به خصوص دیسپر و دلیریوم)، اما در عین حال دیستراکشن حتی حاضر نشد به خاطر آن‌ها وظایف خود را ترک نکند. در میان تمام اندلس‌ها (شاید به استثنای دث)، او بیشتر از همه توانایی پذیرش تغییر را دارا است.
- دیزایر: تنها عضو از خانواده اندلس به‌شمار می‌رود که هیچ تعریفی از جنسیت ندارد (او دارای هر دو جنس نر و ماده یا نه مذکر و نه مؤنث است). دیزایر نماد آرزو و خواهر/برادر دوقلوی بزرگتر دیسپر است و اغلب به شکلی مردی با ویژگی‌های زنانه تصویر می‌شود. در میان خانواده اندلس، دیزایر شاید منفورترین فرد در نظر گرفته می‌شود. هیچ‌کس به معنای واقعی تمایلی برای بازی‌های دیزایر ندارد و اکثر اندلس‌ها نیز خود را درگیر او نمی‌کنند. اگرچه از میان خواهر و برادرهای بزرگترش کسی که بیشترین تنفر را از او دارد مورفئوس است، برادری که زمانی از همه بیشتر به او علاقه داشت تا اینکه متوجه شد دید او و دیزایر تا حد زیادی در زمینه عشق و شوخ‌طبعی با یکدیگر تفاوت دارند. تنها فردی که در خانواده با دیزایر رابطه‌ای واقعی دارد، خواهر دوقلویش دیسپر است.
- دیسپر: تجسم نومیدی و خواهر دوقلوی دیزایر است. در اواخر مجموعه سندمن بدین مسئله اشاره شد که دو جنبه مختلف از شخصیت دیسپر وجود دارد.
  - دیسپر I: اطلاعات ناچیزی دربارهٔ اولین دیسپر در دسترس است بجز آنچه که تنها یکبار در صحبت‌هایی در صحنهٔ یک فلاش‌بک در داستان کوتاه قلب یک ستاره آورده شد، که در مجموعه سندمن: شب‌های بی‌پایان موجود است. با این حال به غیر از یک تفاوت جزئی (کمی قد بلندتر و دارای خالکوبی با خطوط پیچیده قرمز رنگ بر روی پوست بدن)، می‌توان فرض را بر این گرفت که رفتار و روابط او بسیار شبیه به جانشینش است. همچنین او بسیار پر حرف‌تر و با اعتماد به نفس بیشتری نسبت به تجسم بعدی خود است. همچنین به این مسئله اشاره شده است که در واقع او بدست موجودی مذکر به قتل رسیده است. از این جهت که دومین دیریم (دنیل هال) خطاب به مادرش لیتا هال گفت: شخصی که مسئول مرگ اولین دیسپر بوده است، دنبالهٔ ابدیت را در مرگ سپری خواهد کرد.[۷]
  - دیسپر II: دومین دیسپر اغلب به شکل زنی چاق، عریان، کوتاه‌قد، خاکستری رنگ، دارای موهای مشکی و دندان‌های تیز تصویر می‌شود. او اغلب با حلقه‌ای که یک قلاب ماهیگیری تیز بر روی آن است (خاتم او نیز به‌شمار می‌رود) به گسستن گوشت بدن خود می‌پردازد. دومین جنبه از شخصیت دیسپر کسی است که در سراسر اصلی حضور دارد. او اغلب رابطهٔ نزدیکی با دیزایر دارد، اما بر خلاف دیزایر، علاقه زیادی نیز به برادر بزرگش دیستراکشن دارد.
- دلیریوم: تجسم روان‌آشفتگی و کوچک‌ترین عضو خانواده اندلس است. او از جنبه‌های مختلفی بی‌همتا است و شاید عجیب‌ترین عضو خانواده به‌شمار می‌رود. در واقع او بدین سبب بی‌همتاست که عملکرد چندگانه‌ای دارد. در ابتدا به مقدار نامعلومی سال پیش (هرچند کمتر از ده میلیارد سال پیش) او با عنوان دلایت شناخته می‌شد تا اینکه بواسطه یک تغییر و تحول (که چگونگی امر آن نامعلوم است و حتی دستینی نیز از رخداد آن اطمینان ندارد) تبدیل به شخصیت دلیریوم از اندلس شد. او به شکل دختری جوان تصویر می‌شود که شکل ظاهری آن بر اساس نوسان خلق و خویش به صورت تصادفی تغییر می‌کند. دلیریوم در بین اعضای خانواده رابطه بسیار نزدیکی با دیستراکشن دارد و از دید او دیریم (مورفئوس) و دیسپر ترسناک به نظر می‌رسند.[۸][۹]

## قوانین باستان اندلس
به نظر می‌رسد خانوادهٔ اندلس نیز با توجه به شیوه زندگی‌شان و در صورتی که مایل باشند مسائل به خوبی و خوشی در جهان انجام شود، دارای برخی قوانین، همراه با برخی لغت «خیر» هستند. یکی از این قوانین این است که اگر خون یکی از اعضای خانواده ریخته شود، آسیب به شما نیز باید وارد شود، به‌طور مثال مورفئوس پسرش اورفئوس را کشت که در نتیجه منجر به مرگ خودش شد. همچنین بدین سبب در یکی از روایات دیریم به دیزایر گفت که به او صدمه نمی‌زند (با وجود اینکه بسیار مشتاق به این کار بود) یکی دیگر از این قوانین شیفتهٔ انسان‌های فانی نشدن است، زیرا چنین پیوندی عواقب خوشایندی در برنخواهد داشت. هرچند مورفئوس چندین مرتبطه با انسان‌های فانی رابطهٔ عاشقانه بر قرار نمود، و هیچ‌کدام از این روابط پایان خوشی نداشتند.

## در رسانه‌های دیگر
اندلس در مجموعه تلویزیونی اقتباسی سندمن حضور دارند. شخصیت‌های دیریم، دث، دیسپر و دیزایر در فصل اول ظاهر شدند که به ترتیب توسط تام استاریج، کربی هوول باپتست، دانا پرستون و میسون الکساندر پارک به تصویر کشیده شده‌اند. همچنین دستینی، دلیریوم و دیستراکشن به ترتیب توسط ادرین لستر، اسمه کرید مایلز و بری اسلوآنه در فصل دوم سریال بازی خواهند شد.
هوول باپتست و پرستون در حضوری افتخاری نقش‌های خود را به عنوان دث و دیسپر در مجموعه تلویزیونی ددبوی دتکتیوز (۲۰۲۴) در نتفلیکس ایفا کرده‌اند.